# Elektronski papir
Elektronski papir tudi E-Papir, E-Bralnik je vrsta zaslona z visoko kontrastnostjo prikaza, kakršna je pri papirju. Uporablja zelo malo energije in ima tenko, lahko obliko. Gledalcu daje izkušnjo branja iz papirja, medtem ko ima možnost spremembe informacij. Ni nič debelejši od običajnega lista papirja, deluje pa s pomočjo majhnih črnih in belih celic, ki se odzivajo na električne dražljaje. Negativni dražljaj spodbudi črne delčke, da se približajo površini, s čimer ustvarijo črno piko. Porabi stokrat manj energije od običajnih zaslonov, ker ne potrebuje samostojne osvetlitve in ker ne potrebuje energije za vzdrževanje slike. Na trdem disku tipa Flash lahko shranimo 100-1000 knjig. Nekateri bralniki kot so Kindle Paperwhite in Kobo Glo imajo vgrajeno osvetlitev za branje v temi.
E-bralnik je sicer zelo podoben tabličnemu računalniku. Slednji ima LCD zaslon in precej večje hitrosti osveževanja slike, zato je bolj uporaben za računalniško delo. Je pa e-bralnik bolj uporaben za branje, ker je elektronski papir bolj prijazen do oči. E-bralnik je lažje brati v sončni svetlobi in ima dosti daljšo avtonomijo od tabličnega računalnika. Trenutno je večina e-bralnikov na voljo samo v črno beli tehniki. Prvi barvni je bil Ectaco jetBook Color.
Prvi e-Bralnik je bil Sony Librie predstavljen leta 2004. Pozneje je Sony predstavil Sony Reader.
Večina bralnikov ima vgrajeno WiFi povezavo, dražji modeli pa tudi 3G. Možno je tudi brskanje po spletu, vendar je precej manj fleksibilno kot npr. tablični računalnik. S spleta je možno naložiti veliko število e-knjig. 

## Formati e-knjig
E-bralnik lahko berejo različne formate:
| E-Bralnik                                                         | Formati E-Book                                                                                         |
| ----------------------------------------------------------------- | --- |
| Amazon Kindle, Kindle Fire (color), Kindle Touch, Kindle Touch 3G | AZW, PDF, TXT, non-DRM MOBI, PRC                                                                       |
| Nook Simple Touch, Nook Tablet                                    | EPUB, PDF                                                                                              |
| Apple iPad                                                        | EPUB, IBA (Multitouch books made via iBooks Author), PDF                                               |
| Sony Reader PRS-350, PRS-650, PRS-950                             | EPUB, PDF, TXT, RTF, DOC, BBeB                                                                         |
| Kobo eReader, Kobo Touch, Kobo Arc                                | EPUB, PDF, TXT, RTF, HTML, CBR (comic), CBZ (comic)                                                    |
| PocketBook Reader, PocketBook Touch                               | EPUB DRM, EPUB, PDF DRM, PDF, FB2, FB2.ZIP, TXT, DJVU, HTM, HTML, DOC, DOCX, RTF, CHM, TCR, PRC (MOBI) |

Cene se gibajo od 60€ (Kindle 5. generacija, Kobo) do 140€ (Kindle Paperwhite). Leta 2010 se ja na svetu prodalo 12.8 milijonov E-bralnikov (48% so bili Kindle)

## E-Bralniki
- Amazon: Kindle, Kindle Touch, Kindle Paperwhite
- Barnes & Noble: Nook, Nook Simple Touch, Nook Simple Touch GlowLight
- Bookeen: Cybook Opus, Cybook Orizon, Cybook Odyssey, Cybook Odyssey HD FrontLight
- Ectaco: JetBook
- Kobo: Kobo Touch, Kobo Glo, Kobo Mini, Kobo Aura, Kobo Aura HD
- Onyx: Onyx Boox M92, Onyx Boox i62ML
- PocketBook: PocketBook Pro 602, PocketBook Pro 902, PocketBook Pro 603, PocketBook Pro 903, PocketBook 360° Plus, PocketBook Basic 611, PocketBook 360° Plus New, PocketBook Pro 612, PocketBook Pro 912, PocketBook Touch, PocketBook Basic New, PocketBook Mini, PocketBook Touch lux, PocketBook Color Lux, PocketBook Basic Touch
- Sony Reader: PRS-T1, PRS-T2, PRS-T3